# Kaisaniemi

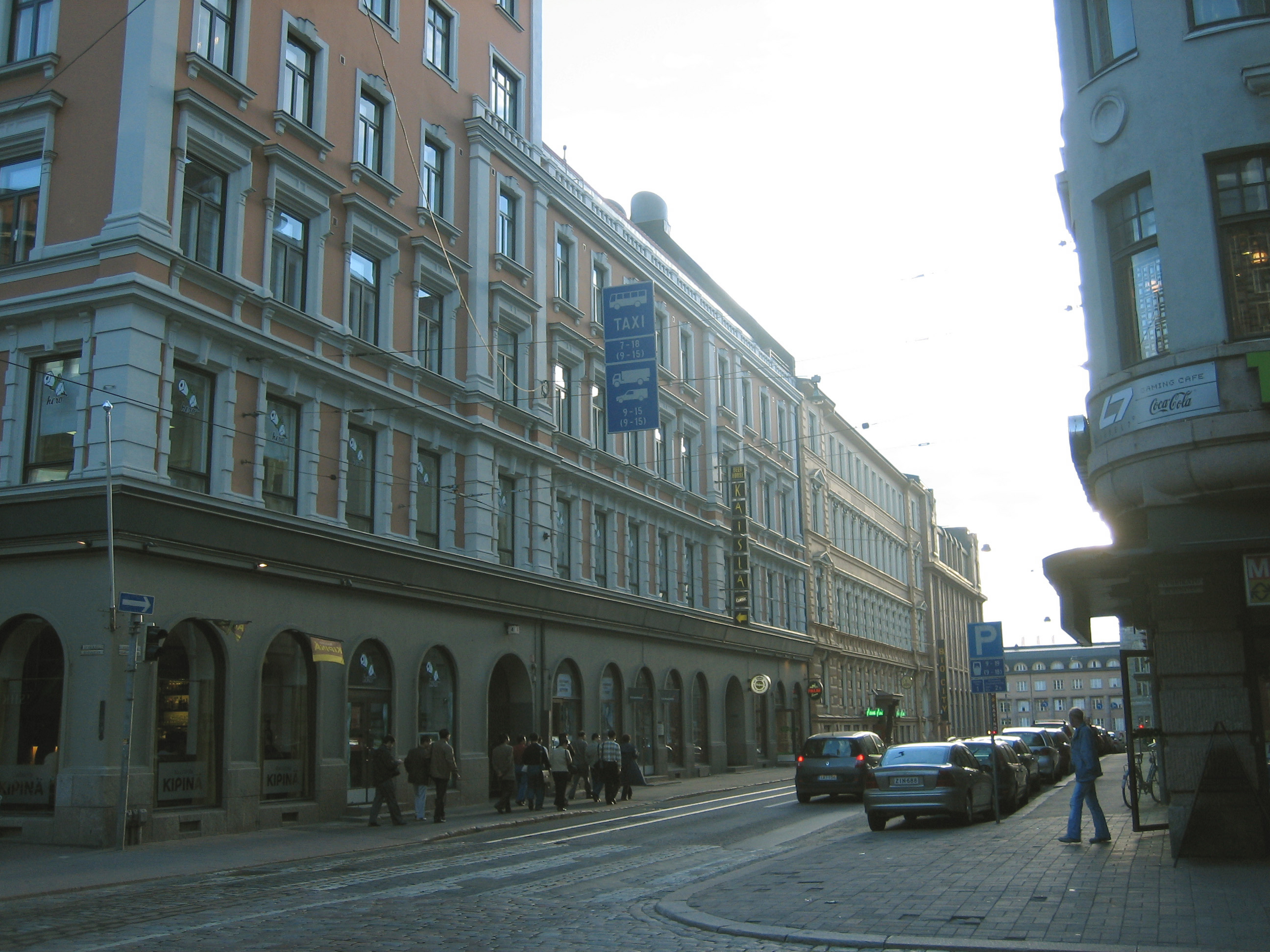

Kaisaniemi (suec: Kajsaniemi) és una part del centre de Hèlsinki, Finlàndia. Està situat immediatament al nord de l'estació central de ferrocarril de Hèlsinki i al sud d'Hakaniemi. La part més famosa de Kaisaniemi és el Parc de Kaisaniemi que cobreix moltes hectàrees en el centre històric de la ciutat.

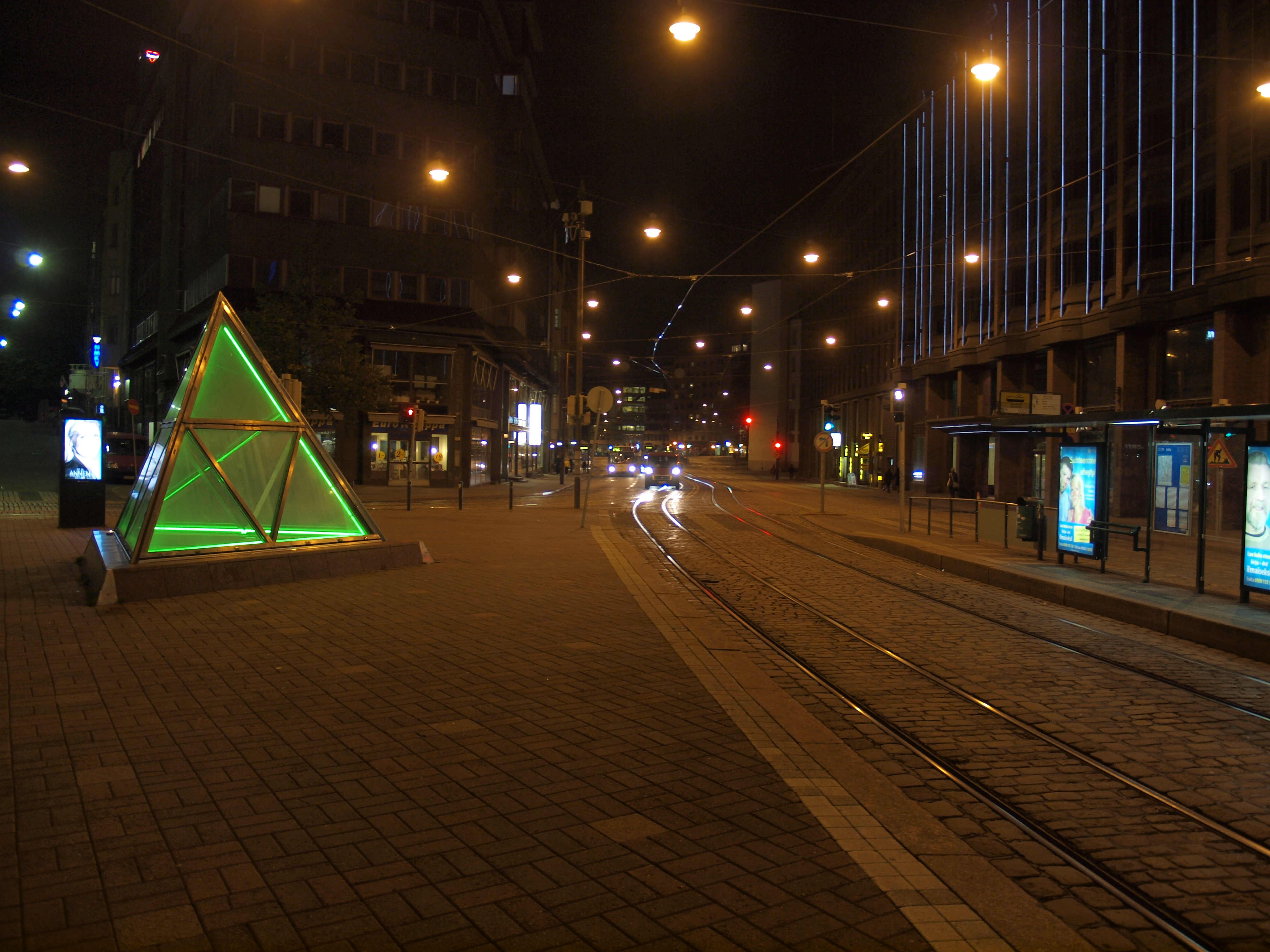
Kaisaniemi al vespre.

El districte de Kaisaniemi va ser fundat a la dècada de 1820 quan Catharina "Cajsa" Wahllund hi fundà un restaurant. Aquest restaurant ha donat nom a tot el districte.
També hi ha un jardí botànic.